# Наталино, Феличе
Феличе Наталино (итал. Felice Natalino; 24 марта 1992, Ламеция-Терме) — итальянский футболист, защитник.

## Карьера
Феличе Наталино первые шаги в футболе делал в составе «Кротоне». В 2008 году в 16-летнем возрасте за рекордные € 1,2 млн евро был совместно куплен миланским «Интером» и «Дженоа». После покупки игрок был заявлен за молодёжную команду «Интера». Спустя 2 года с приходом в клуб испанского тренера Рафаэля Бенитеса игрок начал привлекаться к тренировкам с основным составом, а после, ввиду большого количества травм, постигших команду, включался в заявки на матчи. Дебют молодого игрока в итальянской Серии А состоялся 28 ноября 2010 года, когда на 46-й минуте домашнего матча против «Пармы» Наталино заменил Давида Сантона. После матча дебютант так прокомментировал свою игру :
…я старался не нервничать и помогать команде чувствовать спокойствие всего коллектива
В следующем туре 3 декабря 2010 года в выездном матче против «Лацио» Феличе Наталино впервые вышел в стартовом составе.
7 декабря 2010 года в матче группового этапа Лиги чемпионов против «Вердера» выйдя на 54-й минуте, дебютировал за «Интер» на международной арене. В начале сезона 2011/2012 был отдан в аренду в клуб Серии B «Верону».
В октябре 2013 года объявил о завершении карьеры из-за проблем с сердцем.

## Достижения
- Обладатель Кубка Италии: 2011